# Бутакара
Бутакара (до 27 жовтня 1994 року — Октябр; узб. Бўтақора, Boʻtaqora) — міське селище в Узбекистані, в Андижанському районі Андижанської області.
Розташоване у Ферганській долині, за 8 км на північний схід від залізничної станції Андижан-2. Через селище проходить автошлях Андижан—Арал—Пахтаабад.
Населення 3,0 тис. мешканців (1990). Статус міського селища з 2009 року.